# 西營盤街市

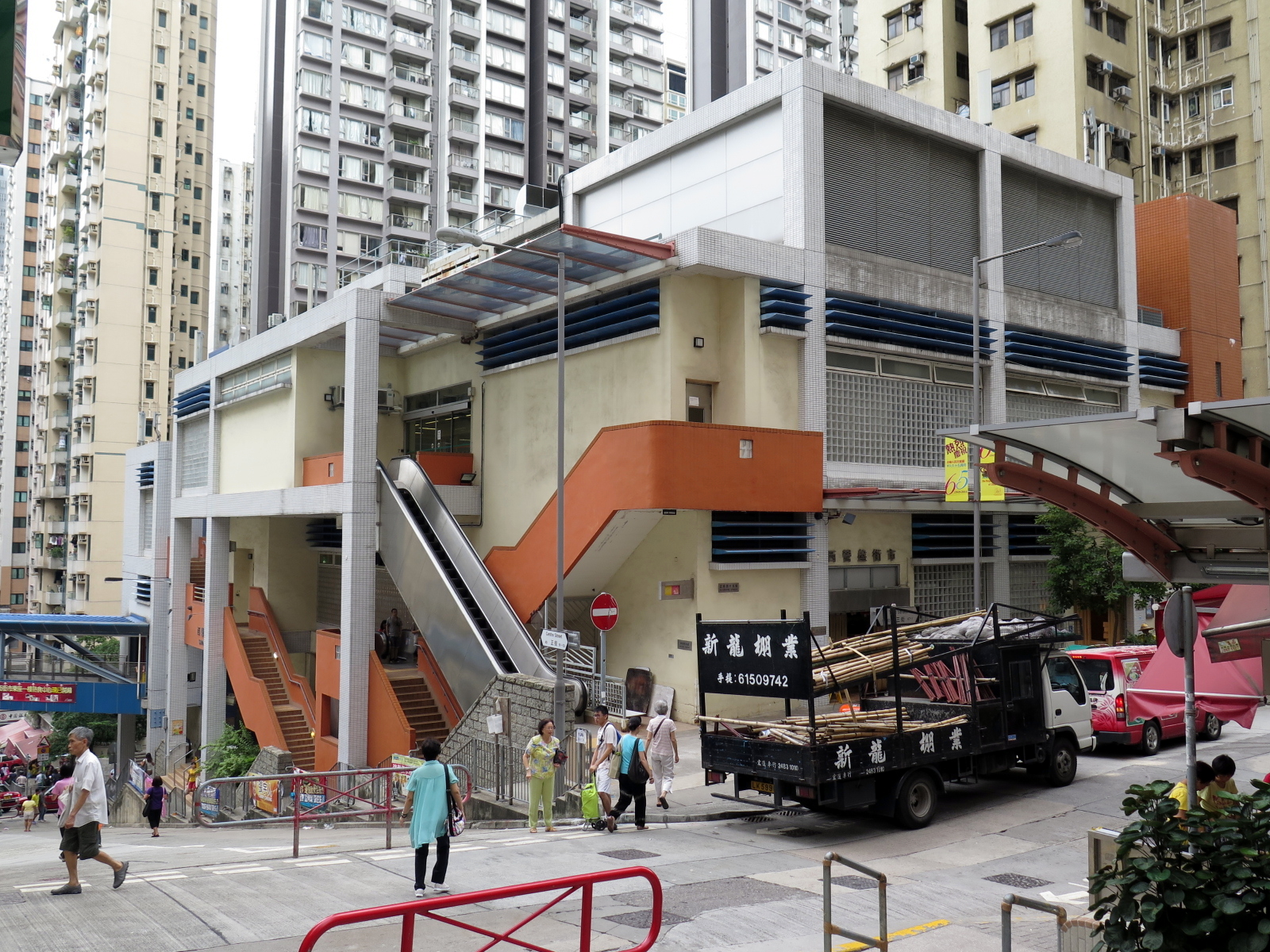
西營盤街市外貌

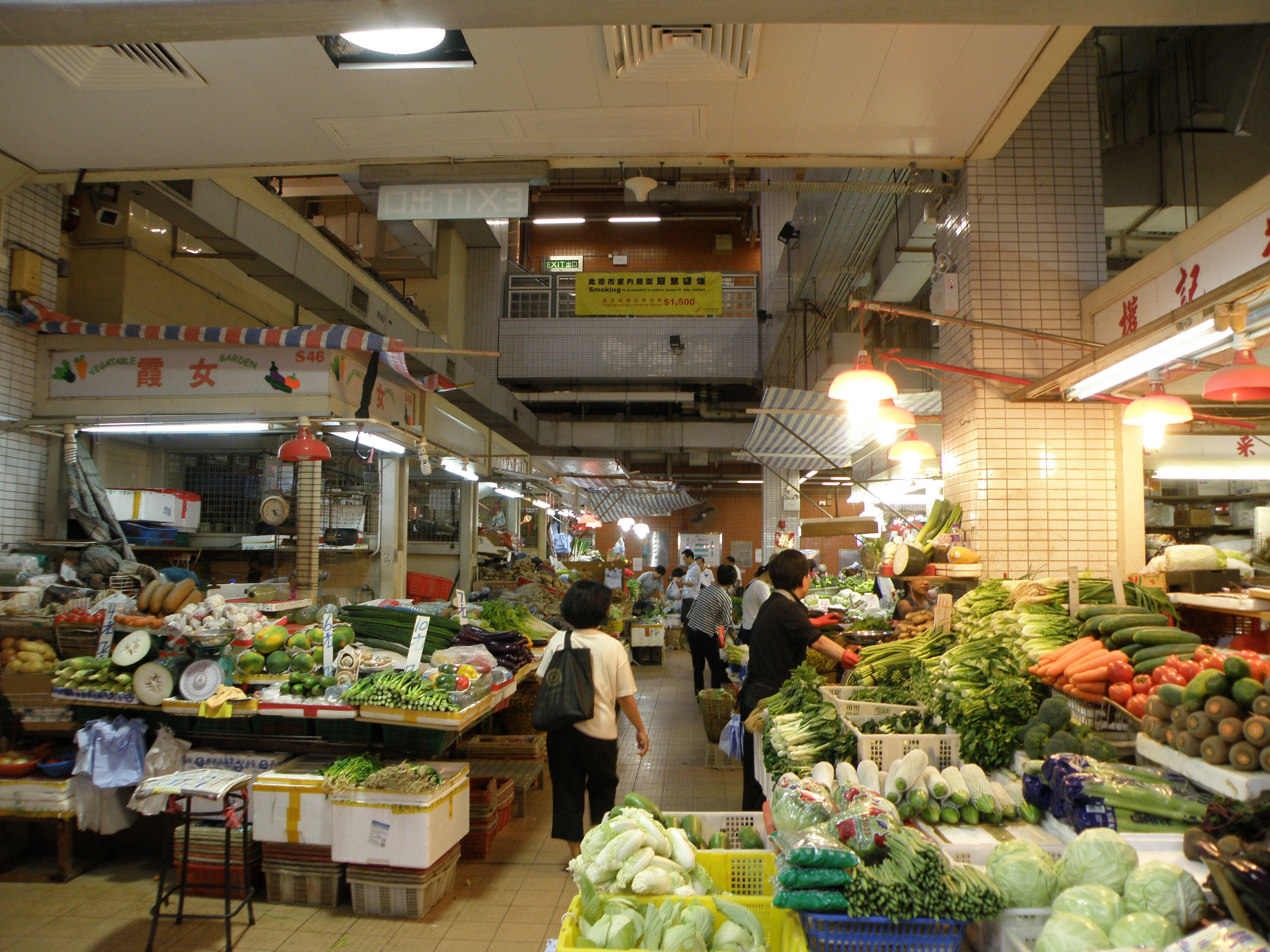
西營盤街市內貌

西營盤街市（英語：Sai Ying Pun Market）是一個位於香港香港島西營盤正街43-47號，由食物環境衞生署管理的街市，由馬海（建築顧問）有限公司設計，1999年9月1日啟用。西營盤街市的周邊範圍，沿正街東西南北發展，也是一處傳統街市區。
西營盤街市是香港政府管理的公共設備，樓高5層，佔地1200平方米，檔位102個，除了作街市用途之外，別無其他，是早期設計的建築物。由於依山而建，設有多條行人樓梯及上山電動扶梯，頗有特色；此外還加建了連接正街街市的行人天橋，亦可以協助街坊們省力穿過。
西營盤街市附近為港鐵港島綫西營盤站B2出入口。

## 相關
- 正街街市

## 外部參考
- 西營盤街市地圖 （页面存档备份，存于）

1. ↑   (新闻稿). 政府新聞網. 1999-08-31.